# Maria Antonieta Júdice Barbosa

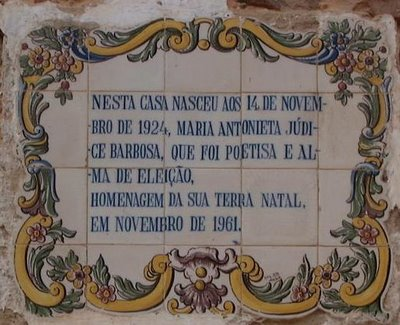
Placa commemorativa a la Casa de Maria Antonieta Júdice Barbosa, a Sâo Bartolomeu de Messines

Maria Antonieta Júdice Barbosa (Sâo Bartolomeu de Messines, 14 de novembre de 1924 - 1960), fou una escriptora portuguesa.
Va nàixer el 14 de novembre de 1924, a Sâo Bartolomeu de Messines. Maria Antonieta Júdice Barbosa tingué una curta carrera literària, i només pogué escriure algunes obres. El 1961, un any després de morir, se li publicà pòstum el seu poemari La Veu i el somni... i altres escrits. Va morir el 1960, durant un part, quan tenia 35 anys d'edat.(2) Deixà vidu el periodista Francisco Cota.(2)
L'any següent a la seua mort, va ser homenatjada a Sâo Bartolomeu de Messines.(3) Li fou col·locada una placa commemorativa a la façana de la casa on va nàixer, classificada com a Monument d'Interés Municipal el 2010.(2) El seu nom també fou inscrit en un carrer de Sâo Bartolomeu de Messines. El 2008, se li publicà l'obra La veu i el somni... i altres escrits, en la commemoració dels setanta-cinc anys del naixement de la poeta, amb coordinació de João Vasco Reys. Aquesta obra va ser presentada per la Casa Museu João de Déu, en Són Bartolomeu de Messines.